# VTM
VTM (estilizado como "vtm", siendo las siglas de Vlaamse Televisie Maatschappij, "Sociedad de Televisión Flamenca" en neerlandés) es un canal de televisión generalista comercial privado de la Comunidad flamenca de Bélgica. VTM pertenece al grupo DPG Media.

## Historia
VTM es una cadena de televisión belga que se encuentra disponible exclusivamente a través de operadores de televisión por cable y satélite. Transmite contenidos orientados a la Comunidad Flamenca de Bélgica dado que emite en neerlandés. Sus emisiones comenzaron en 1987 cuando el ministro de cultura del ejecutivo flamenco autorizó la emisión de canales de televisión comerciales.
VTM contrató a muchos personajes populares como Walter Capiau, Carry Goossens o Luc Appermont. Su programación se conformó de tal forma que fuera competitiva. Los informativos se emitían a las 19h.
Por parte de las autoridades flamencas, se ha acusado a menudo a VTM de tratar de infantilizar a su audiencia con programas como Cita a ciegas o Rad van Fortuin (La ruleta de la fortuna). En cambio, también ha recibido críticas favorables acerca a sus series de ficción como Moeder o Waarom.
A finales de 1990, la cuota de mercado de VTM se redujo de un 35% a un 20%, principalmente debido a la modernización de la televisión pública flamenca VRT-TV1 (actualmente llamada een).
En agosto de 2003, VTM contrató a dos nuevos directores de programación, Jan Verheyen y Bert Geenen, con la misión de restaurar la imagen de la cadena hacia una mayor modernidad y frescura. Así, el antiguo logo de las tres bandas fue sustituido por un logotipo con las letras "VTM" (ahora en minúsculas) de color blanco sobre un fondo naranja. En enero de 2005, Verheyen presentó su renuncia porque, según él, "el trabajo ya estaba hecho".
En junio de 2005, se creó el puesto de director general de programación conjunto para todo el grupo de comunicación VMMa (llamado actualmente "Medialaan"). Jan Segers, anteriormente director creativo dentro de la productora Eyeworks, el proveedor mayoritario de contenidos de VTM, fue el primero en ocuparlo. Por su parte, Bert Geenen se convirtió en director de emisiones de VTM. Segers se convirtió en responsable de todos los programas en antena excepto los programas informativos, que recayeron sobre Eric Goens, el director de Informativos.
VTM desarrolló un canal digital dedicado exclusivamente a la información. Previsto para otoño de 2007, cuyo nombre comercial fue 24/7. Sin embargo, el proyecto fue aplazado en varias ocasiones, y finalmente nunca comenzó a emitir. En septiembre de 2007, VTM inició un informativo dirigido a los jóvenes llamado Zoom, por el que recibió subvenciones de la Comunidad Flamenca de Bélgica. A finales de diciembre de 2007, VTM despidió a varios presentadores, considerando que ya no correspondían a la imagen de la cadena.
El 29 de febrero de 2008, VTM realizó un cambio significativo de su imagen con un nuevo logotipo. Los programas como Sara y Mijn Restaurant obtienen grandes datos de audiencias. Mientras tanto, VTM fue criticado por emitir programas de telerrealidad y no dedicar suficiente espacio a la ficción. El canal responde con el lanzamiento de cinco nuevas series: Jes, De Rodenburgs, Code 37 y Dagenham & Nacht. Las cuatro primeras series se pusieron en marcha durante la temporada 2009/2010 y la última solo se emitió el episodio piloto.
En 2012, se renovaron una vez más la identidad de VTM. Se creó un nuevo logotipo y se dio a conocer un nuevo lema: Je beleeft het hier (literalmente: tú lo ves aquí). La cadena también modifica su melodía, que se puede escuchar habitualmente en las emisiones. Por último, el 18 de febrero de 2013, Het Nieuws fue renovado, con un nuevo nombre (VTM Nieuws), un nuevo logotipo y un nuevo estudio.
Desde el año 2002, VTM organizaba desfiles de Navidad anualmente en varias ciudades flamencas como Gante, Brujas o Amberes. En algunas ocasiones también se celebraron desfiles en los Países Bajos en colaboración con el canal SBS6. Desde el año 2012 VTM ya no se encarga de la organización de los desfiles.

## Identidad visual

### Logotipos

2008-2018
2018-2024

### Eslóganes
- 2012-2018: Je beleeft het hier (Lo experimentas aquí)
- Actual: Zoveel om te delen (Tanto para compartir)[1]

## Programación
- Vlaamse Hollywood Vrouwen
- The Voice van Vlaanderen
- Aspe
- De Grote Sprong/Splash
- Boer zkt Vrouw
- Comedy Toppers
- De Beste Hobbykok van Vlaanderen
- De Juiste Prijs
- De Vlaamse 10
- Ella
- Familie
- Goedele Nu
- VTM Nieuws
- Het Weer
- My Name Is...
- Royalty
- So You Think You Can Dance
- Stressvakantie
- Telefacts
- Telefacts 360
- Telefacts Crime
- Zoom

## Audiencias
Con una audiencia media anual del 19,6 % de cuota de mercado en 2017, VTM es la segunda cadena de televisión flamenca más vista, por detrás de Één y delante de Canvas.
| 2011   | 2012   | 2013   | 2014   | 2015   | 2016   | 2017   |
| ------ | ------ | ------ | ------ | ------ | ------ | ------ |
| 20,2 % | 18,6 % | 17,8 % | 19,8 % | 20,6 % | 19,8 % | 19,6 % |

Fuente: Centre d'Information sur les Médias.